# Postrvi
Postrvi (znanstveno ime Salmonidae) je družina rib, ki spada med žarkoplavutarice. Je edina še živeča družina reda Salmoniformes.
Značilno za to družino je, da imajo drobne luske, velik gobec z dobro razvitimi zobmi (ki se nahajajo tudi na jeziku in na ustnem nebu) ter tako imenovano tolsto plavut, ki leži med hrbtno in repno plavutjo. Odrasli samci večine vrst imajo ob drstitvi živo obarvano telo, spodnja čeljust pa je pogosto večja od zgornje in kavljasto zakrivljena nad njo. Ikre rib iz družine postrvi so relativno velike, saj njihov premer lahko doseže tudi 5 mm. Meso te družine je pogosto rdeče ali oranžne barve zaradi prehrane, ki jo uživajo. Odrasle ribe iz družine postrvi so ribojede. Živijo v hitro tekočih vodotokih, kjer voda vsebuje veliko kisika. Zaradi velike borbenosti so ribe iz te družine izjemno zanimive za športni ribolov, zato jih na veliko vzgajajo v ribogojnicah. Avtohtono so v preteklosti postrvi naseljevale izključno severno poloblo, danes pa so jih zanesli tudi v vodotoke Avstralije in Nove Zelandije ter drugam v hitro tekoče gorske reke (Južna Amerika).

## Rodovi postrvi
Postrvi (in lososi) so razdeljeni v tri poddružine in približno 10 rodov:
- Družina: Salmonidae
  - Poddružina: Coregoninae
    - Coregonus - ozimica
    - Prosopium
    - Stenodus

  - Poddružina: Thymallinae - lipani
    - Thymallus - lipan

  - Poddružina: Salmoninae
    - Brachymystax
    - Hucho
    - Oncorhynchus
    - Parahucho
    - Salmo
    - Salvelinus
    - Salvethymus

## Postrvi v Sloveniji
V slovenskih rekah živijo predvsem:
- potočna postrv (Salmo trutta fario), ima značilne rdeče ali/in črne pike
- soška postrv (Salmo trutta marmoratus), ima značilne črne lise; avtohtona živalska vrsta
- jezerska postrv (Salmo trutta lacustris)
- zlatovčica (trebuh zlate barve)
  - jezerska zlatovčica
  - potočna zlatovčica
- sulec (Hucho hucho)

Slovenske ribiške družine večkrat na leto »vložijo« v reke mlade ribe, ki so vzgojene v ribogojnicah, saj športni ribolov zahteva svoj davek, ki je večji od naravnega ribjega razploda. Postrvi se med seboj lahko tudi križajo, in tako je dolgo veljalo, da je soška postrv gensko skorajda izginila, dokler ribiči niso našli osamljenega tolmuna z avtohtono družino, ki je bila odmaknjena od ostalih voda.

## Zanimivosti
- Postrv je navdahnila skladatelja Franza Schuberta, ki je skomponiral znameniti klavirski kvintet v A-duru (imenovan Postrv) op. posth. 114 (D 667), (nemško: Das Forellenquintett)
- Zelo priljubljena jed je Postrv na tržaški način.
- V Ameriki je priljubljen način priprave postrv iz pomivalnega stroja (angl.)